# Casey Krueger
Casey Short Krueger (Naperville, Illinois, 23 de agosto de 1990) es una futbolista estadounidense que juega de defensora para el Chicago Red Stars de la National Women's Soccer League (NWSL). Short fue seleccionada en quinto lugar en el draft de la NWSL del 2013 pero no pudo jugar ese año debido a lesiones en la rodilla.

## Trayectoria

### Avaldsnes IL (2015)
Debido a dos serias lesiones, Krueger se perdió las dos temporadas iniciales de la National Women's Soccer League –en 2013 y 2014– a pesar de haber sido seleccionada por los Boston Breakers en el quinto turno del draft de la NWSL de 2013. En 2015, Krueger se unió al Avaldsnes IL de la liga noruega Toppserien y fue honrada como una de las 11 mejores de la Toppserien en los premios NISO 2015.

### Chicago Red Stars (2016–presente)

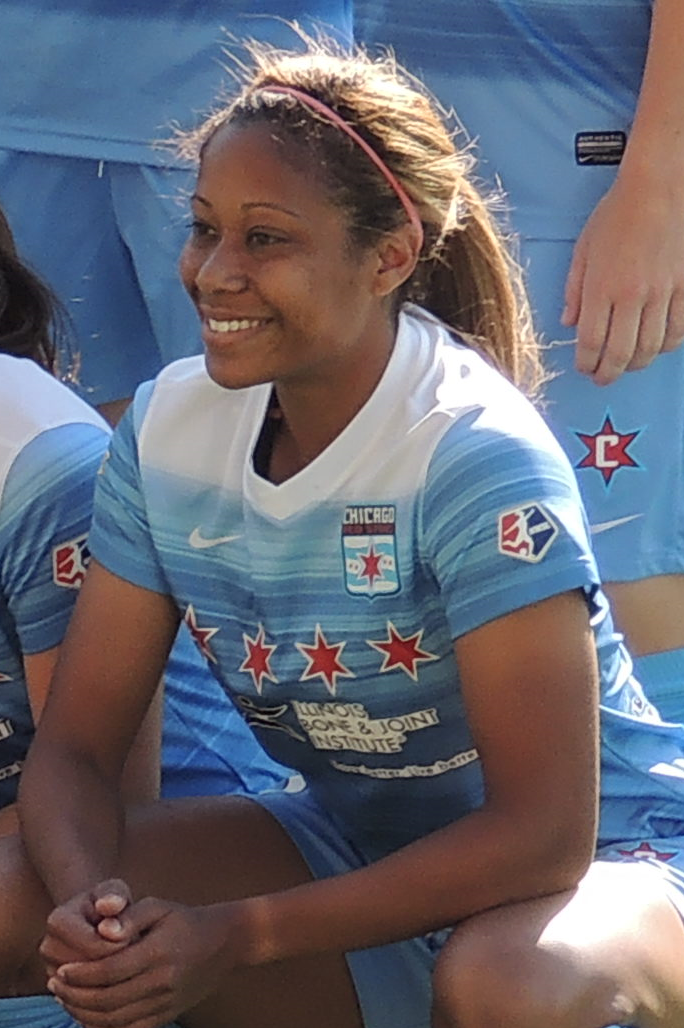
Krueger con el Chicago Red Stars en 2016.

Krueger fue adquirida por los Chicago Red Stars antes de la temporada 2014. Sin embargo, sufrió una lesión que la dejó afuera de las canchas antes de que comenzara la temporada 2014.
Después de su paso exitoso por el Avaldsnes en 2015, Chicago Red Stars fichó a Krueger para competir en la temporada 2016 de la NWSL.
Krueger fue defensora titular en todos los partidos del 2016, marcó dos goles y fue incluida en el Segundo Mejor Once de la liga.
En 2017, Krueger jugó 22 partidos de la temporada regular, fue incluida en el Equipo del Mes de mayo, junio y julio y al final de la temporada, apareció en el Menor Once de la liga.
Krueger se perdió los primeros 10 juegos de la temporada 2018 de la NWSL tras sufrir una lesión en el tobillo mientras jugaba para la selección estadounidense en la Copa SheBelieves 2018.

## Estadísticas

### Clubes
| Club              | País           | Año             |
| ----------------- | -------------- | --------------- |
| Boston Breakers   | Estados Unidos | 2013            |
| Chicago Red Stars | Estados Unidos | 2014            |
| Avaldsnes IL      | Noruega        | 2015            |
| Chicago Red Stars | Estados Unidos | 2016 - presente |

## Palmarés

### Títulos internacionales
| Título              | Equipo         | Sede           | Año  |
| ------------------- | -------------- | -------------- | ---- |
| Copa SheBelieves    | Estados Unidos | Estados Unidos | 2018 |
| Premundial Concacaf | Estados Unidos | Estados Unidos | 2018 |
| Copa SheBelieves    | Estados Unidos | Estados Unidos | 2020 |
| Juegos Olímpicos    | Estados Unidos | Tokio          | 2020 |
| Copa SheBelieves    | Estados Unidos | Estados Unidos | 2021 |

### Distinciones individuales
| Distinción         | Evento                         | Año  |
| ------------------ | ------------------------------ | ---- |
| Mejor Once         | Toppserien                     | 2015 |
| Segundo Mejor Once | National Women's Soccer League | 2016 |
| Mejor Once         | National Women's Soccer League | 2017 |
| Mejor Once         | National Women's Soccer League | 2019 |
| Mejor Once         | NWSL Challenge Cup 2020        | 2020 |